# Dirphia quaesita
Dirphia quaesita är en fjärilsart som beskrevs av Max Wilhelm Karl Draudt 1930. Dirphia quaesita ingår i släktet Dirphia och familjen påfågelsspinnare. Inga underarter finns listade i Catalogue of Life.